# Rintajärvi
Rintajärvi är en sjö i Finland. Den ligger i kommunen Kuusamo i landskapet Norra Österbotten, i den nordöstra delen av landet, 700 km norr om huvudstaden Helsingfors. Rintajärvi ligger 253,5 meter över havet. Arean är 3,06 kvadratkilometer och strandlinjen är 10,51 kilometer lång. Sjön  ingår i Koundaälvens huvudavrinningsområde.   Den sträcker sig 2,3 kilometer i nord-sydlig riktning, och 3,3 kilometer i öst-västlig riktning.